# Свиридов, Иван Васильевич
Иван Васильевич Свиридов (25 августа 1923 года, с. Перлёвка, ныне Семилукский район, Воронежская область, Россия — 22 сентября 2004 года) – советский военачальник, генерал-полковник (1981).

## Биография
После окончания школы учился в Воронежском железнодорожном техникуме. 
В Красную Армию призван в январе 1942 года. В октябре 1942 году окончил ускоренный курс 1-го Ульяновского танкового училища. На фронте Великой Отечественной войны с октября 1942 года. С октября 1942 года командовал экипажем танка в 56-й танковой бригаде на Воронежском фронте, с ноября 1942 – в 55-м отдельном танковом полку 4-го механизированного корпуса на Сталинградском фронте. С декабря 1942 – командир танкового взвода 41-го отдельного гвардейского танкового полка 3-го гвардейского механизированного корпуса на Южном фронте. С апреля 1943 – адъютант старший батальона 35-й гвардейской танковой бригады в этом корпуса, а с июня по сентябрь 1943 - адъютант командира этого корпуса. В 1942 году вступил в ВКП(б). 
В сентябре 1943 года направлен на учёбу.  В 1946 году окончил Военную академию бронетанковых и механизированных войск имени И. В. Сталина. В ноябре 1946 года был назначен офицером связи 35-й гвардейской механизированной дивизии, в декабре этого года – начальником штаба батальона 111-го гвардейского механизированного полка этой дивизии, в августе 1947 – помощником начальника оперативного отделения штаба этой дивизии. С июня 1949 года - помощник начальника оперативного отделения штаба 24-го гвардейского стрелкового корпуса. С февраля 1951 года служил офицером отдела оперативной и боевой подготовки в управлении бронетанковых и механизированных войск штаба Одесского военного округа. начальником штаба. 
С августа 1953 года служил в 34-й гвардейской механизированной (в 1957 году переформирована в мотострелковую дивизию)  дивизии: заместитель начальника оперативного отделения штаба дивизии, с июня 1954 – начальник штаба 107-го гвардейского механизированного полка, с ноября 1955 – командир 5-го учебного танкового батальона, с ноября 1956 – командир 107-го гвардейского механизированного полка, с ноября 1957 – командир 332-го гвардейского мотострелкового полка. 
С августа 1961 – заместитель командира 101-й мотострелковой дивизии, с апреля 1962 – на такой же должности в 44-й учебной танковой дивизии, с декабря 1963 – на также же должности в 26-й гвардейской танковой дивизии. С апреля 1965 по ноябрь 1966 года – командир 57-й гвардейской мотострелковой дивизии в 8-й гвардейской армии Группы советских войск в Германии. Затем направлен в академию.
В 1968 году окончил Военную академию Генерального штаба Вооружённых сил СССР. 

Иван Свиридов (слева 4-й) на возложении у Мемориала павшим советским воинам в Тиргартене. 1982

С октября 1968 – начальник штаба – первый заместитель командующего 8-й гвардейской армии Группы советских войск в Германии. С февраля 1974 - начальник штаба – первый заместитель командующего войсками Северо-Кавказского военного округа. С мая 1978 — начальник штаба – первый заместитель командующего войсками Одесского военного округа. С июня 1981 — начальник штаба – первый заместитель главнокомандующего войсками Группы советских войск в Германии. В июне 1984 года возвращён на должность начальника штаба – первого заместителя командующего войсками Одесского военного округа. Находился в должности до сентября 1984 года, а после пребывания в распоряжении командования был уволен в запас в декабре 1984 года.
Умер в Одессе в 2004 году. Похоронен в Воронеже на Коминтерновском кладбище.

## Награды
- Орден Октябрьской революции
- Орден Богдана Хмельницкого 3-й степени
- Ордена Отечественной войны 1-й и 2-й степеней
- Два ордена Красной Звезды
- Орден «За службу Родине в Вооружённых Силах СССР» 3-й степени
- Медали

## Воинские звания
- Лейтенант (21.10.1942)
- Старший лейтенант (8.10.1943)
- Капитан (31.01.1947)
- Майор (23.12.1950)
- Подполковник (4.01.1955)
- Полковник (3.03.1960)
- Генерал-майор (7.05.1966)
- Генерал-лейтенант (25.04.1975)
- Генерал-полковник (30.10.1981)